# Discografia d'AAA
Discografia oficial del grup japonès de música AAA. Inclou també llibres i videos.

## Discs
| Nº | Nom                              | Data de llançament  | Duració  | Posició en Oricon |
| -- | -------------------------------- | ------------------- | -------- | ----------------- |
| 1  | ATTACK                           | 1 de gener de 2006  | 54,1 min | 16                |
| 2  | ALL                              | 1 de gener de 2006  | 57,9 min | 5                 |
| 3  | -CCC- Challenge Cover Collection | 7 de febrer de 2007 | N/A      | N/A               |

## Mini-Discs
| Nº | Nom de l'àlbum | Data de llançament     | Duració | Posició en Oricon |
| -- | -------------- | ---------------------- | ------- | ----------------- |
| 1  | HALF ATTACK    | 1 de gener de 2006     | N/A     | 16                |
| 2  | ALL/2          | 13 de setembre de 2006 | N/A     | 5                 |
| 3  | alohAAA        | 21 de març de 2007     | N/A     | N/A               |

## Discs de remescles
| Nº | Nom        | Data de llançament | Duració  | Posició en Oricon |
| -- | ---------- | ------------------ | -------- | ----------------- |
| 1  | RMX ATTACK | 23 de març de 2006 | 72,0 min | 16                |

## Singles
| Nº | Nom | Data de llançament     | Album  | Posició en Oricon |
| -- | --- | ---------------------- | ------ | ----------------- |
| 1  | BLOOD on FIRE                                                                                                  | 14 de setembre de 2005 | ATTACK | 9                 |
| 2  | Friday Party                                                                                                   | 5 d'octubre de 2005    | ATTACK | 17                |
| 3  | Kirei na Sora (きれいな空)                                                                                     | 16 de novembre de 2005 | ATTACK | 17                |
| 4  | DRAGON FIRE | 5 de desembre de 2005  | ATTACK | 20                |
| 5  | Hallelujah (ハレルヤ, HARERUYA)                                                                                | 5 de febrer de 2006    | All    | 8                 |
| 6  | Shalala Kibō no Uta (Shalala キボウの歌)                                                                       | 23 de març de 2006     | All    | 20                |
| 7  | Hurricane Riri, Boston Mari (ハリケーン・リリ，ボストン・マリ, HARIKEEN RIRI, BOSUTON MARI)                    | 31 de maig de 2006     | All    | 10                |
| 8  | Soul Edge Boy/Kimono Jet Girl (ソウルエッジボーイ／キモノジェットガール, SOURU EJJI BOOI / KIMONO JETTO GAARU) | 12 de juliol de 2006   | All    | 12                |
| 9  | Let it beat!                                                                                                   | 30 d'agost de 2006     | All    | 7                 |
| 10 | Q | 6 de setembre de 2006  | All    | 10                |
| 11 | Chewing Gum (チューインガム)                                                                                   | 15 de novembre de 2006 | All    | 7                 |
| 12 | Black&White | 6 de desembre de 2006  | All    | 15                |
| 13 | Climax Jump | 21 de març de 2007     | N/A    | 5                 |
| 14 | Izayuke Wakataka Gundan 2007 (いざゆけ若鷹軍団2007)                                                            | 21 de març de 2007     | N/A    | N/A               |
| 15 | Get CHUU!/SHE no jijitsu (Get チュー!／SHEの事実)                                                              | 15 d'abril de 2007     | AROUND | 5                 |
| 16 | Kuchibiru kara romantica/That's Right (唇からロマンチカ/That's Right)                                          | 16 de maig de 2007     | AROUND | 6                 |
| 17 | Natsu mono (夏もの)                                                                                            | 18 de juliol de 2007   | AROUND | N/A               |

## Videografía
| Nº | Nom                          | Data de llançament     |
| -- | ---------------------------- | ---------------------- |
| 1  | 1st ATTACK at SHIBUYA-AX     | 23 de març de 2006     |
| 2  | 2nd ATTACK at ZEPP TOKYO     | 13 de setembre de 2006 |
| 3  | 3rd ATTACK at NIPPON BUDOKAN | 1 de gener de 2007     |
| 4  | Channel @ DVD                | 21 de març de 2007     |
| 5  | 4th ATTACK                   | 18 de juliol de 2007   |
| 6  | Theater AAA BOKURA NO TE     | N/A                    |

## Llibres
| Nº | Nom                               | Data llançament       |
| -- | --------------------------------- | --------------------- |
| 1  | AAA artistbook / the first attack | 1 de setembre de 2005 |